# Обсерватория Каподимонте
Обсерватория Каподимонте — астрономическая обсерватория, основанная в 1812 году в городе Неаполь, Италия. Входит в состав Национального астрофизического института.

## Руководители обсерватории
- 1791 - 1808 - Джузеппе Касселла
- 1809 - 1810 - Фердинандо Мессия де Прадо
- 1811 - 1817 - it:Федериго Цуккари
- 1817 - 1833 - it:карло Бриоски
- 1833 - 1850 - it:Эрнесто Капоччи Бельмонте
- 1850 - 1855 - it:Леопольдо дель-Ре временный
- 1855 - 1860 - it:Леопольдо дель-Ре
- 1860 - 1864 - Эрнесто Капоччи Бельмонте
- 1864 - 1889 - Аннибале де Гаспарис
- 1889 - 1909 - Эмануэле Фергола
- 1910 - 1912 - it:Франческо Контарино
- 1912 - 1932 - it:Адзельо Бемпорад
- 1932 - 1948 - Луиджи Карнера
- 1948 - 1953 - Аттилио Колачевич
- 1953 - 1955 - Тит Николини ответственный
- 1955 - 1957 - Массимо Чимино
- 1957 - 1969 - Тито Николини
- 1969 - 1992 - Марио Ригутти
- 1993 - 2005 - Массимо Капаччоли
- 2005 - 2010 - Луиджи Коланджели
- 2010 - 2017 - Массимо Делла Валле
- 2018 - 2023 - Марселла Маркони
- 2024 - н. в. - Пьетро Скипани

## История обсерватории
Обсерватория была основана в 1812 году указом Иоахима Мюрата. Проект был завершён к 1819 году, когда престол в Неаполе был возвращён Фердинанду I, который одобрил проект постройки первого специального здания для астрономических наблюдений в Италии.

## Инструменты обсерватории
- 40-см Ричи-Критьен
- Меридианный круг

## Отделы обсерватории
- Лаборатория физики Солнца
- Лаборатории космической физики и планетологии
- Лаборатория физики звёзд
- Лаборатория физики галактик и космологии
- Лаборатория технологий наземных наблюдений
- Лаборатории космических технологий наблюдений
- Музей астрономических инструментов
- Планетарий

## Направления исследований
- Солнце
- Малые тела Солнечной системы
- Звёзды
- Межзвёздная среда
- Галактики
- Космология

## Основные достижения
- Открытие астероида (10) Гигея и ещё 8 астроидов, открытых Аннибале де Гаспарис
- Открытие экзопланеты V391 Пегаса b

## Известные сотрудники
- Петерс, Кристиан Генрих Фридрих
- en:Simone Zaggia
- Фергола, Эмануэле
- it:Salvatore Aurino
- it:Domenico Amanzio
- it:Remigio Del Grosso
- it:Filippo Angelitti
- it:Federico Zuccari (astronomo)

## Интересные факты
- Обсерватория Каподимонте - первое здание в Италии, которое было специально построено для выполнения функций астрономической обсерватории.
- Бюст Юрия Гагарина в Неаполе на территории Обсерватории Каподимонте был открыт 16 ноября 2017 года.